# Długokąty (przystanek kolejowy)
Długokąty − nieczynny przystanek osobowy w Długokątach, w Polsce, w województwie mazowieckim, w powiecie żyrardowskim, w gminie Puszcza Mariańska. Przystanek został otwarty w dniu 3 października 1954 roku razem z linią kolejową z Skierniewic do Pilawy.